# Aleksandr Gorkin
Aleksandr Fiodorowicz Gorkin (ros. Алекса́ндр Фёдорович Го́ркин; ur. 5 września 1897 we wsi Ramieszki w guberni twerskiej, zm. 29 czerwca 1988 w Moskwie) – radziecki polityk, sekretarz Prezydium Rady Najwyższej ZSRR (1938–1953 i 1956–1957), przewodniczący Sądu Najwyższego ZSRR (1957–1972), przewodniczący Centralnej Komisji Rewizyjnej KPZR (1959–1961), Bohater Pracy Socjalistycznej (1967).

## Życiorys
Od 1916 w SDPRR(b), w 1917 agitator i propagandzista Twerskiego Komitetu SDPRR(b), w latach 1917–1918 sekretarz Rady Twerskiej, w 1918 w twerskim oddziale partyzanckim, sekretarz i kierownik wydziału informacyjno-instruktorskiego Wojskowego Komisariatu w Twerze, od 2 grudnia 1918 do lutego 1919 przewodniczący Komitetu Wykonawczego Rady Gubernialnej w Twerze, w 1919 sekretarz i członek kolegium gubernialnej Czeki w Kursku, kierownik gubernialnego wydziału wiejskiego w Penzie, kierownik wydziału pozaszkolnego gubernialnego wydziału edukacji ludowej w Penzie, kierownik gubernialnych kursów budownictwa radzieckiego i partyjnego, w latach 1920–1921 w pracy politycznej w Armii Czerwonej. Od marca do 15 grudnia 1921 sekretarz odpowiedzialny gubernialnego komitetu RKP(b) w Twerze, potem szef Głównego Zarządu Kształcenia Politycznego Ludowego Komisariatu Oświaty Kirgiskiej ASRR i kierownik wydziału agitacyjno-propagandowego Kirgiskiego Komitetu Obwodowego WKP(b), w latach 1923–1924 kierownik wydziału organizacyjno-instruktorskiego gubernialnego komitetu RKP(b) w Orenburgu, następnie w „Sielchozsojuzie” i „Pticewodsojuzie”, 1926–1929 instruktor odpowiedzialny KC WKP(b), potem kierownik Wydziału ds. Pracy na Wsi Środkowo-Wołżańskiego Krajowego Komitetu WKP(b) i kierownik Wydziału Agitacyjno-Propagandowego tego komitetu. Od października 1931 do maja 1932 studiował w Agrarnym Instytucie Czerwonej Profesury (nie ukończył studiów), od maja 1932 zastępca kierownika Wydziału Organizacyjno-Instruktorskiego KC WKP(b), później kierownik Sektora Kołchozowego Wydziału Rolnego KC WKP(b), od grudnia 1933 do grudnia 1933 II sekretarz Środkowo-Wołżańskiego Krajowego Komitetu WKP(b). Od 20 grudnia 1934 do 11 lipca 1937 I sekretarz Komitetu Obwodowego WKP(b) w Orenburgu, od 9 lipca 1937 do 17 stycznia 1938 sekretarz Prezydium Centralnego Komitetu Wykonawczego ZSRR, a od 17 stycznia 1938 do 15 marca 1953 sekretarz Prezydium Rady Najwyższej ZSRR. Od 21 marca 1939 do 5 października 1952 zastępca członka KC WKP(b), od 14 października 1952 do 24 lutego 1976 członek Centralnej Komisji Rewizyjnej KPZR. Od 15 marca 1953 zastępca sekretarza, a od 15 lipca 1956 do 12 lutego 1957 ponownie sekretarz Prezydium Rady Najwyższej ZSRR, od 12 lutego 1957 do 20 września 1972 przewodniczący Sądu Najwyższego ZSRR, następnie na emeryturze. Od 3 lutego 1959 do 17 października 1961 przewodniczący Centralnej Komisji Rewizyjnej KPZR. W latach 1938–1974 deputowany do Rady Najwyższej ZSRR od 1 do 8 kadencji. Delegat na VIII–X, XV, XVII–XXIV Zjazdy partii komunistycznej. Pochowany na cmentarzu Nowodziewiczym.

## Odznaczenia
- Medal Sierp i Młot Bohatera Pracy Socjalistycznej (4 września 1967)
- Order Lenina (trzykrotnie, m.in. 4 września 1947)
- Order Rewolucji Październikowej
- Order Czerwonego Sztandaru Pracy
- Order Przyjaźni Narodów (3 września 1982)
- Order „Znak Honoru”

I medale.